# Chimney Rock (Wisconsin)
Chimney Rock – miasto w Stanach Zjednoczonych, w stanie Wisconsin, w hrabstwie Trempealeau.